# Grodziec (hrad)
Grodziec (německy Gröditzburg) je pozdně gotický hrad, který se nachází u stejnojmenné vesnice v obci Zagrodno v okrese Złotoryja v dolnoslezském vojvodství v Polsku.
Hrad byl postaven na vrcholu kopce Grodziec. Dne 11. května 1951 byl zapsán do rejstříku památek Ústavu národního dědictví pod číslem A/3515/279. Vedle hradu probíhá Piastovská stezka.
Původné gotický hrad byl vypleněn husity a následně v 15.-16. století obnovován a přestavěn. Opět byl vypleněn za třicetileté války vojsky Albrechta z Valdštejna a následně byl zcela rozbořen. Po roce 1800 se o restaurování hradu pokusil Jan Jindřich VI. z Hochbergu, příslušník jednoho z nejbohatších pruských šlechtických rodů. Do současné romantické podoby byl hrad upraven rodem Dirksenů v roce 1906.